# Scilla madeirensis
Scilla madeirensis là một loài thực vật có hoa trong họ Măng tây. Loài này được Menezes miêu tả khoa học đầu tiên năm 1926.